# Goliath (géant d'Ath)
Pour les articles homonymes, voir Goliath.
Goliath est un géant processionnel de la Ducasse d'Ath, en Belgique, il est attesté dès 1481.

## Historique
Le géant Goliath est attesté dans les comptes de la ville dès 1481. Il est de nos jours le symbole de la ville d'Ath et le personnage le plus important du cortège dominical de la ducasse.
Goliath est apparu dans le cortège de la ducasse en tant que géant de la confrérie des arbalétriers. Brûlé par les révolutionnaires français le 28 août 1794 (avec les autres géants ), il est recréé en 1806-1807. Sa tête est sculptée par l'Athois Emmanuel Florent.
Le dragon qui se trouve sur son casque atteste qu'il s'agit d'un personnage qui symbolise le mal. Son visage a été probablement inspiré du David de Michel-Ange.

## Description
- Poids : 129,5 kg
- Taille : 3,95 m[1]
- Casque de zinc avec visière et dragon-cimier, tête de lion-macaron dorée au frontal, extrémités des deux pivots de visière dorées, cheveux noirs tournés en rouleaux, cuirasse en zinc avec clous et motifs ornementaux dorés.
- La tête de lion au centre de la rosace du pectoral se détache sur fond rouge.
- Épaulières mauves avec galon et frange d'or, ceinture mauve avec galon d'or, cotte-hardie noire avec franges tricolores (rouges, jaunes et noires), jupe en cretonne blanche à petites fleurs rouges et bleues, massue couleur de chêne, les dards sont argentés.
- L'épée a une poignée en forme de croix, le pommeau présente une tête de lion, elle est dorée et rehaussée de noir.
- Avant 1933, les épaulières étaient bleues de même que la ceinture et les fleurs décorant la jupe. Après 1933, les socialistes ont remplacé le bleu par le rouge[2]. La situation actuelle remonte après la deuxième guerre mondiale

## Galerie

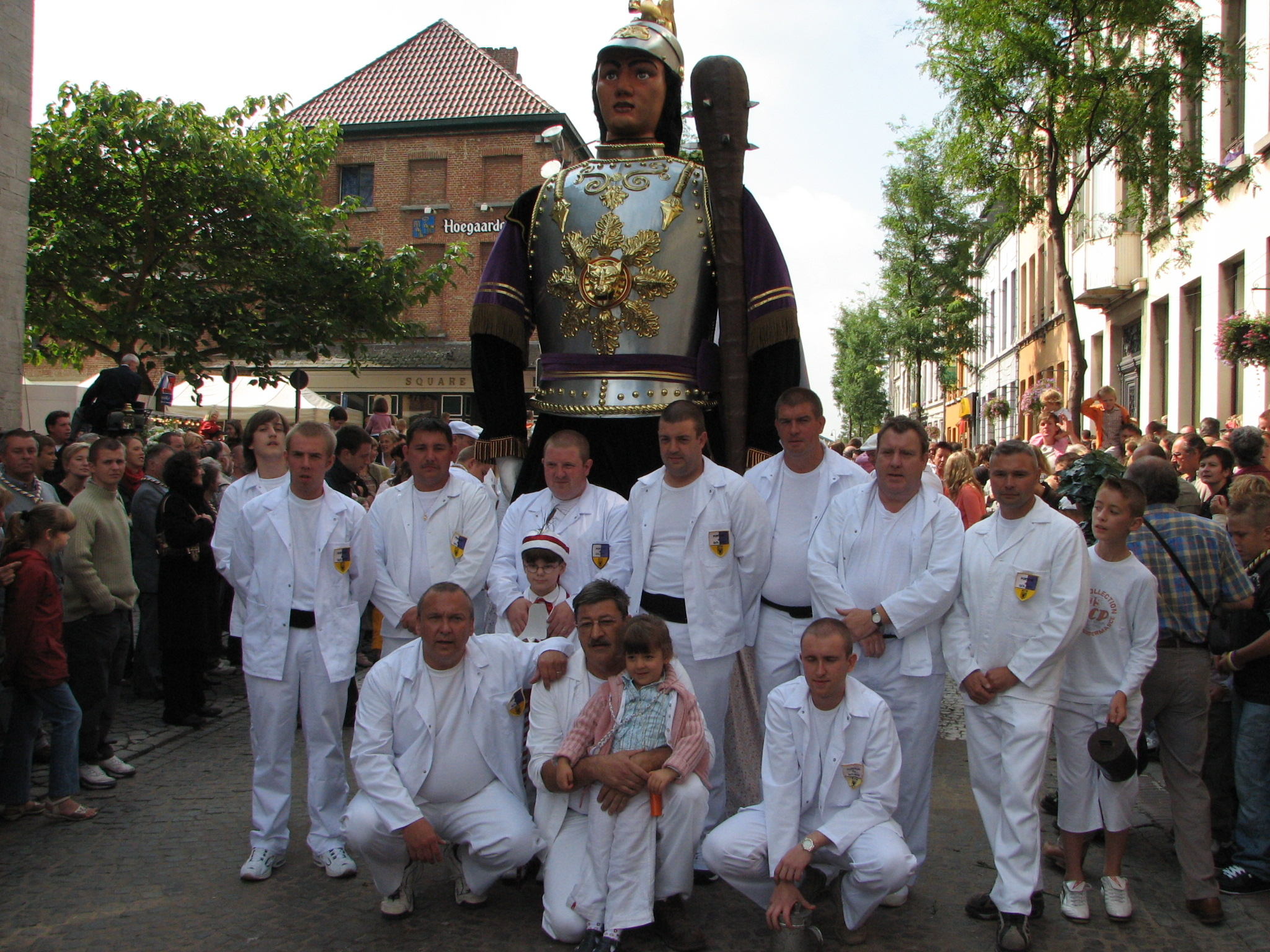
Goliath et son équipe de porteurs en 2006
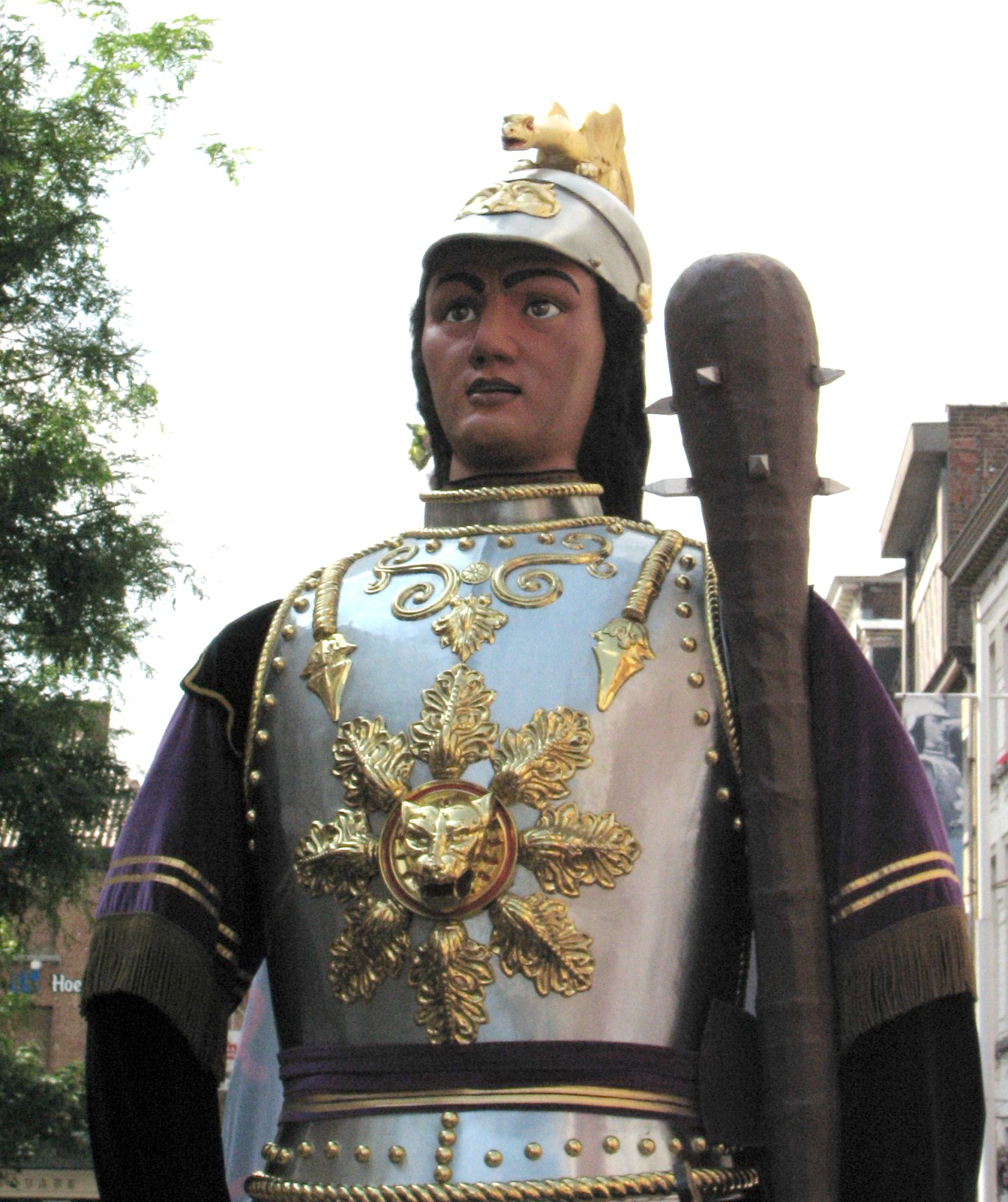
Goliath en 2006
Goliath en 2007
- Le Grand Gouyasse sur le pont du Moulin, ducasse d'Ath, 2007